# Mikkelsen Islands
Les îles Mikkelsen sont un archipel de l'Antarctique.

## Géographie
Au sud-est de l'île Adélaïde et à 4 km au sud-est des Léonie Islands (en), il est composé de petites îles et de rochers.

## Histoire
L'archipel a été découvert lors de l'expédition de Jean-Baptiste Charcot (1908-1910) et a été nommé en l'honneur d'Otto Mikkelsen, le plongeur norvégien qui inspecta la coque endommagée du Pourquoi-Pas ? à l'île de la Déception.